# Гетеродин
Гетероди́н (от греч. ἕτερος — иной; δύναμις — сила) — маломощный генератор электрических колебаний, применяемый для преобразования частот сигнала в супергетеродинных радиоприёмниках, приёмниках прямого преобразования, волномерах и пр.
Гетеродин создаёт колебания вспомогательной частоты, которые в блоке смесителя смешиваются с поступающими извне колебаниями высокой частоты. В результате смешения двух частот, входной и гетеродина, образуются ещё две частоты (суммарная и разностная). Разностная частота используется как промежуточная частота, на которой происходит основное усиление сигнала.
К гетеродинам устанавливаются высокие требования по стабильности частоты и амплитуды, а также спектральной чистоте гармонических колебаний. Чем выше эти требования, тем сложнее конструктивное исполнение гетеродина: стабилизируют напряжение питания, применяют сложные схемы, исключающие влияние внешних факторов на частоту генератора, компоненты со специальными свойствами, гетеродин помещают в термостат, используют системы автоматической подстройки частоты и т. д. Если гетеродин работает на фиксированной частоте, применяют стабилизацию с помощью кварцевого резонатора. В современной радиоаппаратуре в качестве перестраиваемых гетеродинов всё чаще применяют цифровой синтезатор частоты, который обладает главным преимуществом: стабильность частоты гетеродина зависит только от стабильности частоты опорного генератора.[каких?]